# Clervaux
Clervaux (lussemburghese: Klierf; tedesco: Clerf) è un comune del Lussemburgo settentrionale. È il capoluogo del cantone omonimo, nell'ex-distretto di Diekirch.
Sorge nella valle del fiume Clerve. Il suo territorio rientra nel Parco naturale dell'Our.
Nel 2021, la cittadina di Clervaux, il capoluogo del comune che si trova nella parte sud-occidentale del suo territorio, aveva una popolazione di 1 468 abitanti. 
Secondo i dati aggiornati al 2024, la città di Clervaux conta 6 289 abitanti, mentre l’intero cantone presenta una densità demografica di circa 62 abitanti per km².

## Storia
Dal 16 al 18 dicembre 1944 vi si svolse una durissima battaglia, nota come Battaglia di Clervaux, conclusasi attorno al castello con il successo delle truppe tedesche su quelle americane, nell'ambito della seconda guerra mondiale.
Dal 1º gennaio 2012, i comuni di Heinerscheid e Munshausen si sono fusi nel comune di Clervaux.

## Monumenti e luoghi d'interesse
- Castello di Clervaux
- Abbazia dei Santi Maurizio e Mauro
- Abbazia dei santi Cosma e Damiano
- The Family of Man, famosa mostra fotografica curata da Edward Steichen, è in esposizione permanente al Castello di Clervaux. Castello di Clervaux, risalente al XII secolo, fu pesantemente danneggiato durante la Battaglia delle Ardenne (dicembre 1944) ma è stato completamente ricostruito. The family of man

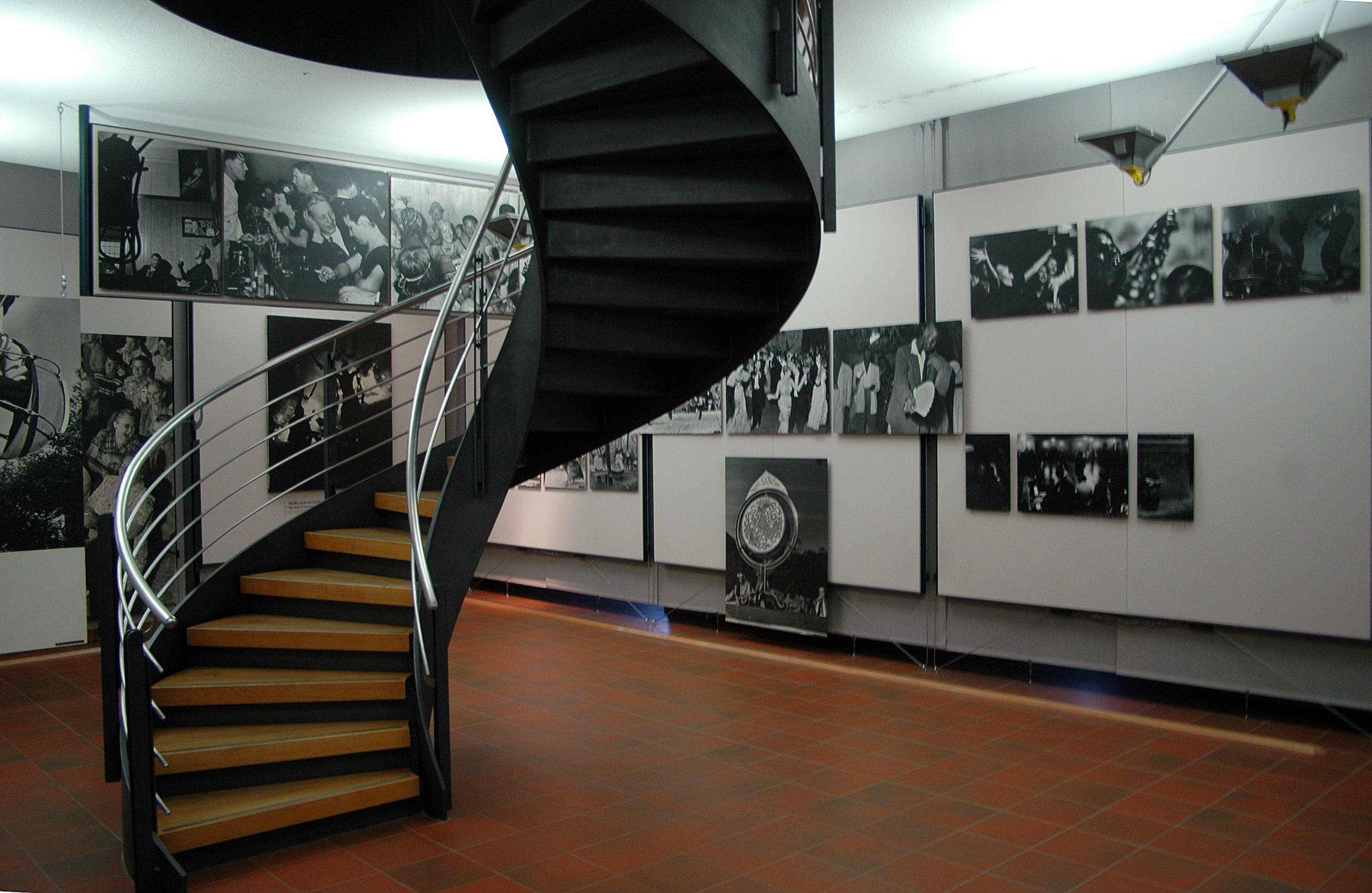
The family of man

## Frazioni
Fanno parte del comune di Clervaux le seguenti frazioni:
- Clervaux (sede)
- Drauffelt
- Eselborn
- Fischbach
- Grindhausen
- Heinerscheid
- Hupperdange
- Kalborn
- Lieler
- Marnach
- Munshausen
- Reuler
- Roder
- Siebenaler
- Urspelt
- Weicherdange

### Altre località
- Mecher

## Galleria d'immagini

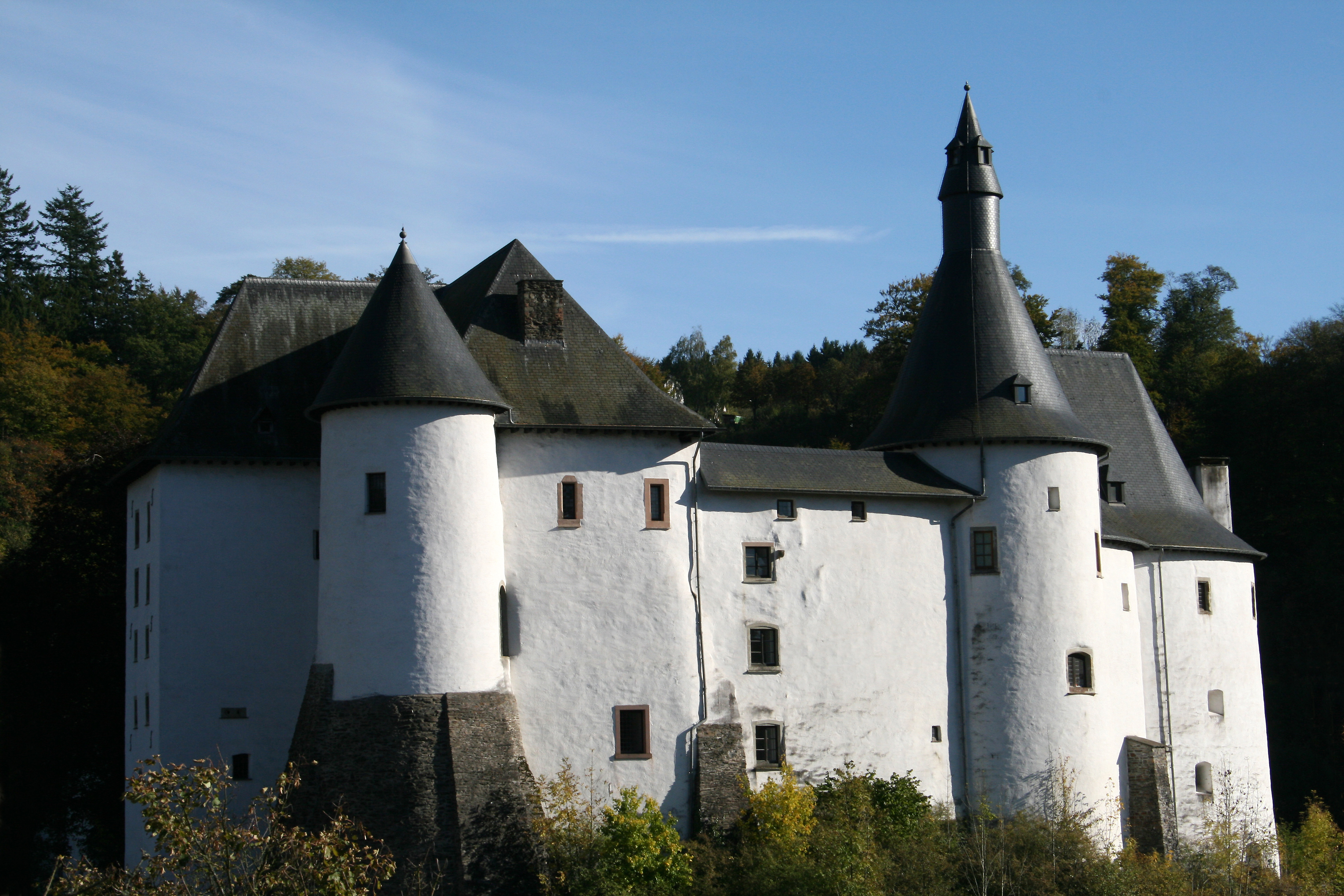
Il castello
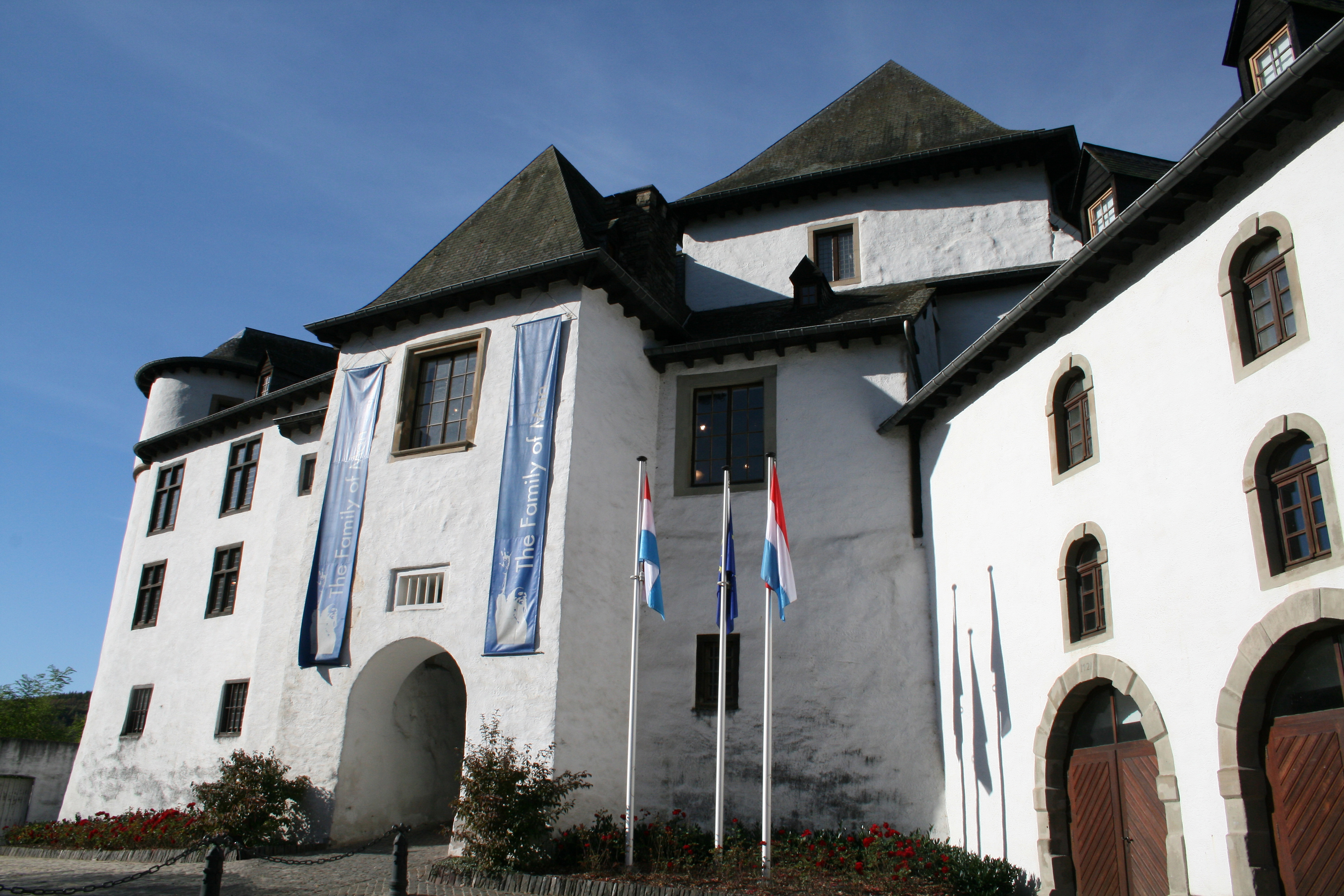
Il castello visto da un'altra angolazione
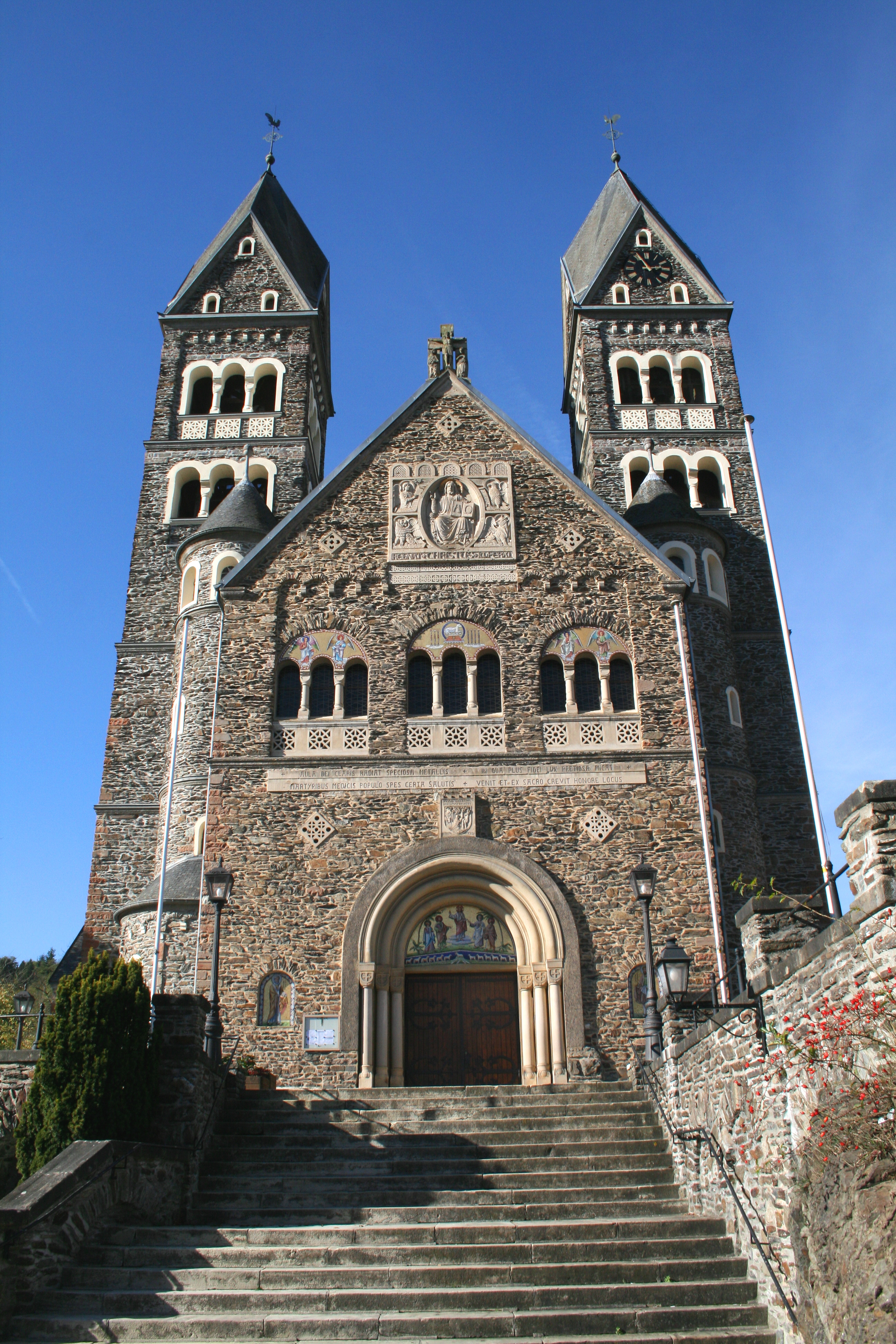
La chiesa dei Santi Cosma e Damiano